# Abraham Minz
Abraham Minz noto anche come Abraham ben Judah Minz, o Abraham ben Judah ha-Levi Minz (Padova, 1440 circa – Padova, 1530) è stato un rabbino italiano della Repubblica di Venezia.
Vissuto nel XV secolo, officiò nel suo ruolo rabbinico a Padova, discepolo del padre Judah Minz e predecessore del genero Meir Katzenellenbogen.

## Biografia
Abraham ben Judah ha-Levi Minz è stato un rabbino veneziano (della Serenissima) che operò a Padova nella prima metà del XVI secolo, suocero di Meir Katzenellenbogen. Abraham Minz studiò principalmente con suo padre, Judah Minz, cui succedette come rabbino e capo della yeshiva di Padova. Secondo Ibn Yaḥya,, è stato con Abraham Minz che Jacob Pollak ha avuto la disputa che si è conclusa nella loro reciproca scomunica; secondo la maggior parte delle altre autorità, il litigio fu con suo padre Judah Minz.
Ibn Yaḥya ulteriormente afferma che i rabbini italiani ritengono che Pollak e Abraham Minz morirono lo stesso giorno (secondo David Gans nel 1530; secondo Halberstam nel 1541). Abraham Minz fu autore di una serie di decisioni che sono state stampate con quelli di R. Levi di Ferrara (Venezia, 1511). Fu autore anche di Seder Giṭṭin wa-Ḥaliẓah, un trattato sul divorzio e l'ḥaliẓah, stampato con i responsa di suo padre e di suo genero (1553).